# Orlando Benítez
Orlando David Benítez Mora (Valencia, 16 de marzo de 1983) es un político y economista colombiano, Gobernador del Departamento de Córdoba durante el período 2020-2023.

## Biografía
Hijo del dirigente liberal Orlando Benítez Palencia, nació en Valencia, en Córdoba, en 1983. Estudió Economía del Desarrollo en la Universidad Pontificia Bolivariana, especializándose en Gerencia Pública en la misma institución. También se especializó en Gobierno y Gestión Pública en la Pontificia Universidad Javeriana. Cursó una Maestría en Gobierno y Políticas Públicas en la Universidad Externado de Colombia, con doble titulación de la Universidad de Columbia de Nueva York. Así mismo, es Técnico en Contabilidad del Instituto CENSA de Montería.
Comenzó su carrera política en el Partido Liberal, en compañía de su padre, quien sería asesinado en 2005 por paramilitares bajo el mando de "Don Berna", ya que Benítez Palencia hacía política en el municipio sin autorización de esas estructuras criminales. El crimen ocurrió en medio del Proceso de Paz entre el Gobierno de Álvaro Uribe y los paramilitares, lo cual causó que se suspendieran los diálogos y se capturara a "Don Berna", quien, en 2010, fue condenado a 45 años de prisión por el crimen.
Tras la muerte de su padre, heredó su caudal político y fue elegido en 2007 como diputado a la Asamblea de Córdoba con 15.000 votos, siendo el candidato más votado del Partido Liberal. Se reeligió con éxito en 2011 y 2015, siendo en ambas ocasiones el tercer candidato más votado en el Departamento y el más votado del Partido Liberal. Como asambleísta   trabajó en la defensa de las víctimas del conflicto armado de Colombia y fue uno de los veedores del Puente Valencia, una de las obras más importantes de Córdoba, que lleva 10 años construyéndose y que es uno de los principales casos de corrupción del Departamento.
Fue miembro del movimiento Mayorías Liberales, liderado por Juan Manuel López Cabrales. En 2017 siguió al Senador Fabio Amín en su nuevo movimiento político.
En las elecciones regionales de 2019, resultó elegido como Gobernador de Córdoba con 449.707 votos. Recibió el apoyo del investigado senador Musa Besayle, del liberal Fabio Amín, del Partido Conservador y de una facción del Partido Colombia Humana.
En octubre de 2020, la Procuraduría General de Colombia pidió que se anulará su elección como gobernador, por, presuntamente, haber incurrido en doble militancia al aspirar a la Gobernación por el Partido Liberal pero apoyar a algunos candidatos a Alcaldías que no pertenecían al mismo partido.
Procesos todos fallados a su favor.